# DNAJC5G
DNAJC5G (англ. DnaJ heat shock protein family (Hsp40) member C5 gamma) – білок, який кодується однойменним геном, розташованим у людей на 2-й хромосомі. Довжина поліпептидного ланцюга білка становить 189 амінокислот, а молекулярна маса — 21 433.
| 10         |  | 20         |  | 30         |  | 40         |  | 50         |
| ---------- |  | ---------- |  | ---------- |  | ---------- |  | ---------- |
| MSTVKEAAHR |  | LSKSEMSLYA |  | VLDLKKGASP |  | EDFKKSYSHS |  | ALLPHPPFEY |
| HLGRKLALRY |  | HPDKNPGNAQ |  | AAEIFKEINA |  | AHAILSDSKK |  | RKIYDQHGSL |
| GIYLYDHFGE |  | EGVRYYFILN |  | SCWFKTLVIL |  | CTLLTCCCFC |  | CCCCFCCGAL |
| KPPPEQDSGR |  | KYQQNVQSQP |  | PRSGAKCDFR |  | SEENSEDDF  |  |            |

A: Аланін

C: Цистеїн

D: Аспарагінова кислота

E: Глутамінова кислота

F: Фенілаланін

G: Гліцин

H: Гістидин

I: Ізолейцин

K: Лізин

L: Лейцин

M: Метіонін

N: Аспарагін

P: Пролін

Q: Глутамін

R: Аргінін

S: Серин

T: Треонін

V: Валін

W: Триптофан

Кодований геном білок за функцією належить до шаперонів. 
Задіяний у такому біологічному процесі, як альтернативний сплайсинг. 
Локалізований у мембрані.